# Luisa Konstantinowna Sjatkowa
Luisa Konstantinowna Sjatkowa (russisch Луиза Константиновна Зятькова; * 24. Oktober 1931 in Archangelsk, RSFSR; † 15. Juni 2015 in Nowosibirsk, Russland) war eine sowjetische bzw. russische Geomorphologin und Hochschullehrerin.

## Leben
Während des Deutschen Angriffskriegs befand sich die Familie bis Februar 1943 im von der Wehrmacht besetzten Georgijewsk (Region Stawropol), um dann zu Verwandten in der Oblast Kemerowo zu gelangen. Neben dem Besuch der Mittelschule arbeitete Sjatkowa ab 1943 in Kolchosen bei der Ernte. Von 1949 bis 1954 studierte sie an der Staatlichen Universität Tomsk in der Geologie-Geographie-Fakultät. Es folgte dort die Aspirantur mit Abschluss 1956.
Darauf arbeitete Sjatkowa in Nowosibirsk als wissenschaftliche Junior-Mitarbeiterin in der westsibirischen Filiale der Akademie der Wissenschaften der UdSSR (AN-SSSR, ab 1991 Russische Akademie der Wissenschaften (RAN)). Sie verteidigte 1959 ihre Kandidat-Dissertation über Anwendung geologisch-geomorphologischer Methoden zur Feststellung der lokalen Strukturen des zentralen Teils des Westsibirischen Tieflands mit Erfolg für die Promotion zur Kandidatin der geologisch-mineralogischen Wissenschaften.
Ab 1960 war Sjatkowa wissenschaftliche Senior-Mitarbeiterin, dann führende Mitarbeiterin und schließlich Hauptmitarbeiterin des Nowosibirsker Instituts für Geologie und Geophysik der Sibirischen Filiale der AN-SSSR. Auch war sie wissenschaftliche Sekretärin der sibirischen Sektion der Geomorphologie-Kommission der AN-SSSR. Forschungsschwerpunkte waren Untersuchungen natürlicher Ressourcen mit Methoden der Luft- und Raumfahrt, die Bestimmung des geoökologischen Potentials und geodynamische Spannungen. Sie verteidigte 1982 ihre Doktor-Dissertation über strukturelle geomorphologische Komplexe und die Geomorphogenese Sibiriens auf der Basis von Fernuntersuchungen mit Erfolg für die Promotion zur Doktorin der geographischen Wissenschaften. Die Ernennung zur Professorin erfolgte 1990.
Seit 1977 lehrte Sjatkowa an der Sibirischen Staatlichen Geodäsie-Akademie in Nowosibirsk als Professorin des Lehrstuhls für Ökologie des dortigen Instituts für Fernerkundung und Naturnutzung. Sie war Mitglied der Dissertationsräte der Staatlichen Altai-Universität in Barnaul und der Sibirischen Staatlichen Geodäsie-Akademie.

## Ehrungen, Preise
- Staatspreis der UdSSR im Bereich Wissenschaft (1978) zusammen mit den Autoren der 15-bändigen Monografie über die Geschichte der Entwicklung des Reliefs Sibiriens und des Fernen  Ostens (1964–1976)[1]
- Medaille „Veteran der Arbeit“[1]
- Medaille des Verdienstordens für das Vaterland II. Klasse[1]